# Cantó d'Orsay
El cantó d'Orsay és un antic cantó francès del departament d'Essonne, que estava situat al districte de Palaiseau. Comptava amb 2 municipis i el cap era Orsay.
Va desaparèixer al 2015 i el seu territori es va dividir entre el cantó de Gif-sur-Yvette i el cantó de Palaiseau.

## Municipis
- Bures-sur-Yvette
- Orsay

## Història
| Data d'elecció                           | Identitat           | Partit        | Qualitat |
| ---------------------------------------- | ------------------- | ------------- | -------- |
| 1967-1973                                | Robert Trimbach     | Divers droite |          |
| 1973-1979                                | Georges Thévenon    | Divers droite |          |
| 1979-1985                                | Georges Bonneville  | PS            |          |
| 1985-1992                                | Michel Lochot       | Divers droite |          |
| 1992-1998                                | Alain Holler        | Divers droite |          |
| 1998-2004                                | Françoise Parcollet | PS            |          |
| 2004-                                    | David Ros           | PS            |          |
| les dades anteriors no són pas conegudes |                     |               |          |
|                                          |                     |               |          |

## Demografia
| A partir de 1990: Població sense dobles comptes |